# Petropicto

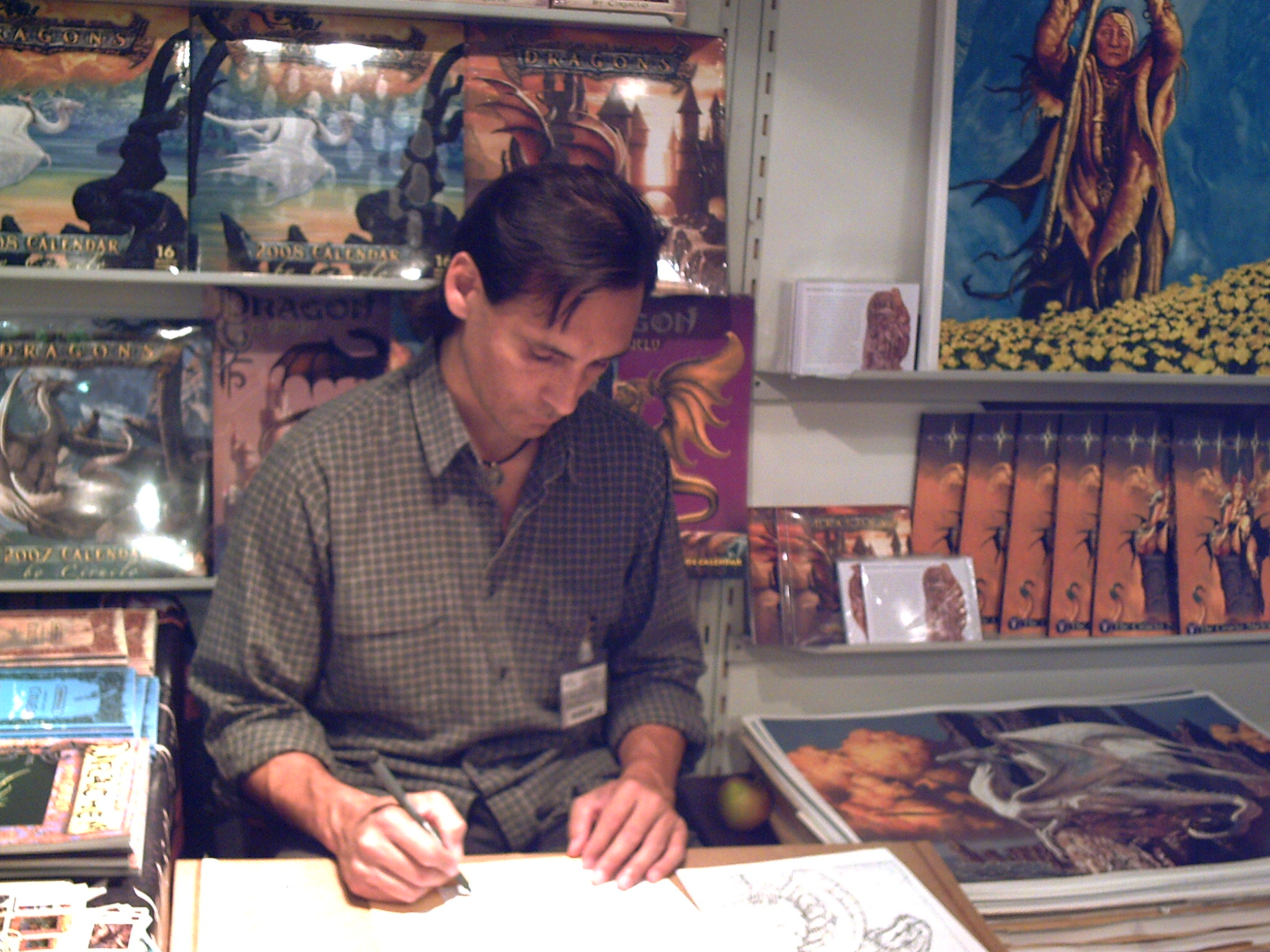
Ciruelo pintando y firmando en la Feria del Libro de Fráncfort de 2007

Se llama petropicto al arte de pintar sobre piedras, sin alterar su forma original, y así lograr imágenes tridimensionales de todo tipo de formas. Su creador y más destacado artista es el argentino Gustavo Cabral, alias Ciruelo, especialista en el dibujo de  dragones.

## Historia
El origen de los petropictos se remonta a 1985, cuando Ciruelo (actualmente radicado en Barcelona, España) después de escalar en la Argentina la Cordillera de los Andes, decidió llevarle una rara piedra como presente a un amigo español. El hecho de haber querido escribir en ella una dedicatoria con tinta derivó en esta nueva técnica creada por él, en que se busca rescatar la forma de la piedra y aprovechar su relieve natural, marcas y texturas, para así lograr un efecto tridimensional: al observarlas parecen talladas, pero son sólo dibujos que se completan con pincel y aerógrafo.
Para Ciruelo la piedra tiene una memoria que el desentraña:

Con pocos trazos logro un efecto tridimensional. Pero a diferencia de las pinturas, no me considero el autor de estas obras. Soy un canal; existe un diálogo entre la piedra y yo. Muchas personas lloran al verlas; no por mi trabajo, sino porque reconocen que tienen la misma habilidad. Después, ellos también ven cosas. Su percepción cambió para siempre.
Ciruelo Cabral, 19 de enero de 2005

## Citas
1. ↑  A favor de los dragones, lo onírico y la distorsión Diario La Nación (Argentina), 19 de enero de 2005